# Hagström
Hagström er et verdenskendt svensk brand for musikinstrumenter og musikudstyr. Firmaet Albin Hagström, opkaldt efter grundlæggeren Albin Hagström (1905-1952), blev etableret i 1925.
Firmaet begyndte med import og distribution af tyske og italienske harmonikaer, men udviklede tidligt i samarbejde med italienske harmonikaproducenter egne modeller, der blev fremstillet i Italien. Fra 1932 til harmonikaproduktionen ophører i 1970, udvikler og bygger man Hagström-harmonikaer på egne fabrikker i Älvdalen i Sverige. Det anslås, at der indtil produktionen nedlagdes i 1983 blev fremstillet ca. 700.000 harmonikaer samt 128.538 elektriske og halvakustiske guitarer og basser. Dertil kommer 7.500 forstærkere, højttalere, mikserpulte og ekkomaskiner.

## Historie
Firmaet AB Albin Hagström, oprindeligt Albin Hagström, der fra 1932 hed aktiebolaget AB Albin Hagström, var fra sin begyndelse i 1925 under ledelse af Albin Hagström. Ved hans død i 1952 tager Erik Wisén over som administrerende direktør, og leder virksomheden ind i den elektriske musiks tidsalder. Op gennem 1950'erne, 1960'erne og 1970'erne ekspanderer AB Albin Hagström, og skaber butikskæden Hagström Musik med 48 butikker i hele Norden og har globalt et verdensomspændende net af forhandlere og distributører.
I 1958 påbegyndes produktion af guitarer, basser, sang- og lydanlæg, hvilket hurtigt bliver firmaets hovedaktivitet. En støt stigende efterspørgsel på Hagström-guitarer i USA og England betyder, at man på et tidspunkt har produktionen spredt i hele Norden, i England og i USA. Ved siden af egenproduktion havde AB Albin Hagström importagenturet for andre instrumentmærker som bl.a. Fender og Gibson. I perioder gik op mod 90% af produktionen til eksport.
Firmaet AB Albin Hagström, der siden 1967 har været under ledelse af Karl-Erik Hagström, forvalter i dag firmaets ejendomsbesiddelser i Norden, og sælger originale guitardele fra lageret i Älvdalen.

## Hagström-harmonikaer
Albin Hagström startede tidligt som importør af tyske og italienske harmonikaer til distribution i Sverige. Men allerede i 1925, samme år firmaet, Albin Hagström, grundlægges, begynder han i samarbejde med italienske harmonikabyggere at produktudvikle en harmonika, der er skabt specielt til det svenske hjemmemarked.
De italienske Paolini-harmonikaer, man importerede, havde vakt Albin Hagströms interesse for perlemorsimitationer, farvestrålende celluloidbeklædning og nyskabende design, hvilket skulle få stor indflydelse for Hagströms udvikling af egne harmonikaer og senere også på udviklingen af guitarer og basser.
Ideen slog an, og efterspørgslen på denne nye harmonika steg. Albin Hagström kunne påbegynde opbyggelsen af en kæde detailforhandlere i Sverige, og i 1928 slog man dørene op for Norway A/S A Hagström i Oslo. I København etablerede man A/S A Hagström i 1933 og Finland fulgte efter i 1938 med O/Y Hagström AB i Helsingfors.
Stigende efterspørgsel i Norden gør, at Albin Hagström i 1932 påbegynder en egentlig egenproduktion af harmonikaer i Sverige med åbningen af fabrikken i Älvdalen, og man fremstiller de første 45 Hagström harmonikaer af modellen Excellent. Samme år omdannes firmaet Albin Hagström til aktieselskab, og navnet ændres til AB Albin Hagström.
1936 hentes de to italienske harmonikabyggere Virgilio Verri og Orlando Gratti til fabrikken i Älvdalen. Under deres ledelse effektiviseres og moderniseres produktionen. 1938 overtager AB Albin Hagström harmonikafabrikken Accordia i Stockholm, og året efter etablerer man sig i New York med Hagstrom Music Company Inc..
I løbet af 1940'erne og 1950'erne åbnes der stadig flere forhandlere af Hagströms instrumenter i Sverige og det øvrige Norden, ligesom der også ekspanderes kraftigt uden for Norden. Da efterspørgslen var på sit højeste i den periode, havde Hagström Musik 48 egne forretninger i de nordiske lande. Ved siden af sine egne produkter, havde AB Albin Hagström også importagenturet for guitarmærker fra forskellige udenlandske producenter. I 1952 topper produktionen med 15.000 Hagström-harmonikaer.
Harmonikaerne sælges i 1950'erne under navne som bl.a. Rosita, Castello, Consul og Constella.
I samme periode opbygges i tilknytning til Hagströmbutikkerne en række harmonikaskoler, og det anslås at mere end 70.000 mennesker har lært at spille harmonika på et Hagströmkursus. Hagström var i denne periode næsten altdominerende på markedet, og som brand blev navnet stadig stærkere. For at kunne tilfredsstille efterspørgslen på instrumenter havde man nu egenproduktion flere steder i hele Norden.

### Eksempler på Hagström-harmonikaer
- Modeller fra 1930'erne
  - Exellent – Den første Hagström der blev produceret i Sverige.
  - Granesso

- Modeller fra 1940'erne
  - 389-31
  - Granesso 70
  - Accordia Superior og Extra

- Modeller fra 1950'erne
  - Castello og Minor – Blev bygget på italienske fabrikker.
  - Skandia
  - 773 og 813
  - Constellation, Marita og Rosella
  - Master 4/5
  - Rigoletto I, II og III
  - Rosita og Rosita II
  - Consul Maestro og Consul Maestoso
  - Constella II og Estrella
  - Accordia Royal

- Modeller fra 1960'erne
  - Walter Special 40 – Opkaldt efter Andrew Walter. Kendt samtidig harmonikaprofil.
  - Super Cromatic – Den sidste harmonika Hagström lavede.

### Kunstnere der benyttede Hagströms harmonikaer
- Calle Jularbo
- Toralf Tollefssen
- Arnstein Johanssen
- Mogens Ellegaard
- Ernst Borgström

## Hagström-guitarer
Med Rock and rollens indtog i Sverige i 1950'erne begyndte interessen for harmonikaen at aftage, og på Hagströms vigtigste eksportmarked, USA, kunne man ikke sælge instrumentet længere. Derfor begyndte AB Albin Hagström at udvikle en elektrisk guitar. En Gibson Les Paul 1957 var udgangspunktet for designet. AB Albin Hagström havde som importør introduceret bl.a. Gibson på det svenske marked, og i Oslo produceredes allerede akustiske Hagström guitarer.
Det var produktionen af guitarer og el-basser, der for alvor gjorde navnet Hagström verdenskendt i den bredere offentlighed. I 1958 begynder man at bygge elektriske guitarer og fra 1961 også elektriske basser. Hagström guitarer opnår hurtig international anerkendelse og udbredelse. Ikke mindst fordi de designmæssigt skilte sig ud fra mængden. Samme farvestrålende og funklende celluloidbeklædning man havde brugt på harmonikaerne, blev benyttet på de første guitarmodeller. Og man eksperimenterede med gribebræt i hård nylon og plexiglas.
Samtidigt udvikler man forstærkere, højttalere, mikserpulte og ekkomaskiner, som hurtigt vinder indpas i musikverdenen. Med tidens modefarver tiltalte produkterne den teenagegeneration, der voksede op i 1950'erne og 1960'erne. Og flere af tidens stjerner benytter Hagström ved koncerter og Tv-optrædener. Da Elvis går på scenen med en rød Hagström Viking ll i sit Elvis Presley Comeback Television Special i 1968, er Hagström allerede et respekteret brand. Til ABBAs første verdensturne nogle år senere leverer Hagström hele lydudstyret.
I 1962 vendte Albin Hagströms søn, Karl-Erik Hagström, hjem til Sverige og virksomheden efter 5 års ophold i USA, hvor han havde arbejdet for at gøre Hagström til et kendt brand på det amerikanske marked. Hans mange kontakter banede vejen til erhvervelsen af importagenturet for bl.a. Fender, KORG og Pearl i Sverige. I 1967 overtog han styringen af AB Albin Hagström efter Erik Wisén. Man eksperimenterede med forskellige materialer og lakeringer af instrumenterne, og hurtigt gjorde man brug af den nyeste elektroniske udvikling i såvel guitarer, basser som lydudstyr.
AB Albin Hagström lancerer i 1968 sin sidste harmonika, Super Cromatic, som produceres indtil fabrikken helt stopper med fremstillingen af harmonikaer i 1970. Super Cromatic regnes i dag af nogle mennesker som en af de bedste harmonikaer, der er bygget.
Nu koncentrerer man sig udelukkende om udvikling af guitarer, basser og lydudstyr. De to første guitarmodeller i 1958, Hagström DeLuxe og Hagström Standard, var tydeligt inspireret af Gibsons Les Paul-guitar. På grund af den farvestrålende celluloidbelægning fik de hurtigt tilnavnet The Glitter Guitars. I 1962 kommer modellen Kent på markedet, og fra nu af udvikler AB Albin Hagström en række nye guitarmodeller. I 1963 kommer de to første modeller i eget design på markedet. Med Corvette og Impala begynder Hagström dermed at få sin egen identitet som guitarbrand. Og Kent relanceres i nyt og opstrammet design.
AB Albin Hagström kunne i 1968 præsentere en ægte verdensnyhed; den første serieproducerede ottestrengede bas, Hagström 8. Med den amerikanske guitarbygger, Jimmy D´Aquisto, som designer sender Hagström i 1969 den halvakustiske Jimmy på markedet. I 1970 introduceres Hagström Swede og Swede Bass, begge med inspiration fra Gibsons Les Paul. I 1976 udvikler man i samarbejde med Ampeg en klon mellem en guitar og en synthesizer, Hagström Patch 2000. Når en streng kom i berøring med gribebrættet, skabtes den lyd, der ville blive sendt til forstærkeren. Guitaren var ikke nogen kommerciel succes, men den gav Hagström global omtale på grund af den innovative tanke, der lå bag.
Op gennem 1970'erne udviklede AB Albin Hagström også store sang- og lydanlæg til koncertbrug. Kendt fra denne periode er bl.a. PA-systemerne Super Professional Line og PA-2000 med 8-kanals stereomikser og stereoekko. ABBAs brug af Hagström på verdensturneen i 1974 gav navnet en eksponering uden sidestykke.
Med Hagström Super Swede i 1977 havde man endelig sit flagskib. Den var en videreudvikling af Swede fra 1970. Med den guitar mente man at have udviklet og perfektioneret instrumentet til fuldkommenhed. Fra 1980-1982 var den i serieproduktion som den sidste guitar, man fremstillede på AB Albin Hagström.
Presset af konjunkturerne og billigt massefremstillede instrumenter fra Østen, som hurtigt finder vej til det europæiske marked, tvinges AB Albin Hagström at lukke i 1983. Der udvikles en prototype, Ultra Swede, der på forsøgsbasis fremstilles i Japan, men grundet problemer med opfyldelse af kvalitetskrav indstilles produktionen snart.
Et stykke svensk industrihistorie fik dermed sin afslutning.
Skønt produktionen af instrumenter ophørte i 1983, fremstilles siden 2005 udvalgte Hagström guitarmodeller på licens i USA og Kina. AB Albin Hagström og Karl-Erik Hagström koncentrerer sig i dag om ejendomsadministration og salg af guitardele fra fabrikkens store lager til de modeller, man producerede indtil 1983. Hagström er begyndt at få kultstatus i musikerkredse, og især nye bands og musikere har kastet sin kærlighed på de gamle Hagström-instrumenter.

### Guitarer og deres produktionsår
- Standard, DeLuxe og DeLuxe A, 1958-1962 – Solgt i USA under navnet Goya. Havde Hagströms Speed-O-Matic gribebræt, og minder i fremtoning om Gibson Les Paul. Blev kaldt The Glitter Guitars. DeLuxe A fik tilnavnet Batman på grund at sit specielle design.
- Kent, Kent I og Kent II, 1962-1966 – Solgt i USA som Hagström F-11, F-200 og F-300. I England som Futurama. Den første Hagström guitar med tremoloarmen Tremar som standard. Inspireret af Fender Stratocaster.
- Automatic, Impala og Corvette, 1963-1967 – Et futuristisk design. Automatic var en klon mellem Impala og Corvette. I USA sælges Corvette som Condor. Halsen var på disse modeller limet fast til kroppen.
- Hagström I, II og III, 1964-1976 – Gibson SG-inspireret krop med Fender-hoved. Hagström II og III solgtes i USA som F-200 og F-300.
- Viking, Viking 1, Viking II, Viking DeLuxe og Viking I N, 1965-1979 – Hagströms første halvakustiske guitar. På Viking I N går man fra to single coil pickupper, til to humbuckers.
- Jimmy, 1969-1979 – Halvakustisk guitar designet af Jimmy D´Aquisto. Kunne fås med f-formet og med ovalt lydhul.
- Swede og Super Swede, 1970-1982 – Den sidste model, man producerede i Sverige. Inspireret af Gibson Les Paul. Super Swede hed oprindelig Swede DeLuxe, men skiftede navn, efter at have været omtalt som Super Swede i et musiktidsskrift.
- Scandi, 1976-1980 – Stratocaster-look med tre single coil pickupper. Kaldtes også Hagström III. Denne model blev i et mindre oplag lavet til venstrehåndede guitarister.
- Swede Patch og Patch 2000, 1976-1979 – Klon mellem synthesizer og guitar. Krævede en helt speciel guitarteknik, og var sværspillet.
- Partner, 1979 – Stort set en Hagström II.
- Ultra Swede, 1983 – Produceret i Japan. Et forsøg på at fremstille en billig serieproduceret guitar. Indfriede aldrig forventningerne.

### Udvalgte basser og deres første produktionsår
- Hagström Standard og DeLuxe Bass, 1961 – Hagströms første bas. Havde samme design som guitarmodellerne. Var udstyret med Hagströms Speed-O-Matic gribebrædt.
- Kent, 1962 – Solgt i USA som Hagström FB.
- Coronado IV og VI, 1963 – henholdsvis 4- og 6-strenget bas. Havde også Hagströms Speed-O-Matic gribebrædt.
- Concorde og Concorde DeLuxe, 1965 – halvakustisk bas.
- Hagström II B, 1965
- Hagström 8, 1965 – 8-strenget bas. Verdens første serieproducerede 8-strengede bas.
- Hagström Jazz Bass, 1973 – fra 1977 Scanbass.
- Super Swede Bass, 1980 – Dette var den sidste bas, man byggede. Regnes for den bedste bas, Hagström lavede.

### Kunstnere der har benyttet guitarer og basser fra Hagström
- Elvis Presley
- Kurt Cobain, Nirvana
- Frank Zappa
- Jimi Hendrix
- The Beatles
- Noel Redding, Jimi Hendrix's bassist
- Björn Ulvaeus, ABBA
- Bryan Ferry, Roxy Music
- Suzie Quatro
- David Bowie
- Jan Akkerman, Focus
- Neil Young

## Eksterne link og kildehenvisninger
- The Hagstrom Official Web Site
- Välkommen till en rundtur i Hagströmsgitarrernas förtrollade värld Arkiveret 31. august 2005 hos  Wayback Machine
- Hagström Guitars
- Hagstrom Guitars – A UK Appreciation Site